# Dálnoki József
Dálnoki József, (Pestszenterzsébet, 1935. november 21. –) labdarúgó, csatár.

## Pályafutása
1957 és 1960 között volt a Ferencváros játékosa, ahol egy-egy bajnoki ezüst- és bronzérmet nyert a csapattal. A Fradiban 63 mérkőzésen szerepelt (31 bajnoki, 30 nemzetközi, 2 hazai díjmérkőzés) és 11 gólt szerzett (3 bajnoki, 8 egyéb).

## Sikerei, díjai
- Magyar bajnokság
  - 2.: 1959–60
  - 3.: 1957–58